# Districte de Bratislava I
El districte de Bratislava I - (eslovac) Okres Bratislava I - és un dels 79 districtes d'Eslovàquia. Es troba a la regió de Bratislava. Té una superfície de 9,59 km², i el 2013 tenia 38.823 habitants. És un dels cinc districtes de Bratislava.

## Demografia
| Godina             | 1994   | 2004    | 2014   | 2024    |
| ------------------ | ------ | ------- | ------ | ------- |
| Nombre de persones | 48.036 | 42.858  | 38.988 | 47.635  |
| Diferència         |        | −10,77% | −9,02% | +22,17% |

| Godina             | 2023   | 2024   |
| ------------------ | ------ | ------ |
| Nombre de persones | 47.375 | 47.635 |
| Diferència         |        | +0,54% |

1. 1 2  «Počet obyvateľov podľa pohlavia - obce (ročne) [om7102rr_obce=AREAS_SK]».   Statistical Office of the Slovak Republic, 31-03-2025. [Consulta: 31 març 2025].